# كلارنس كليفتون يونغ
كلارنس كليفتون يونغ (بالإنجليزية: Clarence Clifton Young)‏ هو قاضي ومحامي وسياسي أمريكي، ولد في 7 نوفمبر 1922 في الولايات المتحدة، وتوفي بنفس المكان في 3 أبريل 2016. حزبياً، نشط في الحزب الجمهوري. انتخب عضو مجلس النواب الأمريكي.